# Gustav von Bodelschwingh
Gustav von Bodelschwingh (* 3. November 1872 in Gadderbaum, heute Bielefeld; † 26. Februar 1944 ebd.) war ein deutscher evangelischer Pfarrer und Missionar. Bekannt ist er auch als Förderer von Eigenheimbauten nach der in Ostafrika üblichen Lehmbauweise, dem Dünner-Lehmbrote-Verfahren.

## Familie
Gustav von Bodelschwingh gehörte dem Adelsgeschlecht Bodelschwingh an. Sein Vater war der Pastor und Leiter der von Bodelschwinghschen Anstalten Bethel, Friedrich von Bodelschwingh, ein Sohn des preußischen Innenministers Ernst von Bodelschwingh, seine Mutter war Ida von Bodelschwingh, eine Tochter des preußischen Finanzministers Carl von Bodelschwingh. 
Bodelschwingh war seit 1902 mit Freiin Adelheid von Ledebur (1869–1950) verheiratet. Sein älterer Bruder Wilhelm hatte bereits 1899 Luise von Ledebur geheiratet, sein jüngerer Bruder Friedrich heiratete 1911 Julia von Ledebur. Aus Gustavs Ehe gingen zwei Töchter und zwei Söhne hervor: Adelheid jr. (* 1905, verheiratete Weerts), Bernhild (1908–1963), Friedrich-Wilhelm (1910–1983, Jurist und Nachfolger seines Vaters als Leiter der Heimstätte) und Gustav jr. (* 1911).

## Leben
Nach dem Abitur am Evangelischen Gymnasium Gütersloh studierte Bodelschwingh ab 1892 Evangelische Theologie in Greifswald, Berlin und Basel. 1896 legte er das erste, 1899 das zweite Examen ab. Anschließend war er Hilfsprediger bei seinem Vater in Bethel und ab 1901 Pfarrer in Dünne (seit 1968 Stadtteil von Bünde). Dort gründete er 1907 die „Heimstätte Dünne“, eine evangelische Bau- und Siedlungsgesellschaft. 1909 wechselte er noch einmal in die Anstalten in Bethel. Nachdem sein Bruder Friedrich 1910 die Leitung der Anstalten in Bethel übernommen hatte, wurde Gustav von Bodelschwingh Leiter der Betheler Zweiganstalt Freistatt im Kreis Sulingen. Da er aber schon lange wünschte, als Missionar nach Afrika zu gehen, ließ er sich 1912 von der Bethel Mission nach Deutsch-Ostafrika senden. Mit seiner Frau und vier Kindern war er zuerst in der Missionsstation Mlalo in den Usambara-Bergen (im heutigen Tansania) tätig. 1914 übernahm er die Missionsstation Giteme auf der Insel Idschwi im Kiwusee an der Grenze des Kongostaates. Nach dem Ausbruch des Ersten Weltkriegs arbeitete er in Lazaretten der deutschen Truppen. Er geriet kurzzeitig in belgisch-kongolesische Gefangenschaft, aus der er mit der Bodelschwingh von deutschen Soldaten befreit wurde. 1916 wurde er erneut gefangen genommen und 1918 als Kriegsgefangener wieder nach Europa gebracht.
Bodelschwingh arbeitete zunächst wieder in Bethel, bis er 1920 Pfarrer in Ahle bei Bünde wurde. 1923 ließ er sich vorzeitig pensionieren und zog mit seiner Familie wieder nach Dünne, in ein Haus, das er selbst nach in einer Bautechnik errichten ließ, die er in Afrika kennengelernt hatte. Bis zu seinem Tode widmete er sich dem Projekt, für Arbeiterfamilien kostengünstige Eigenheime zu errichten. Mit Hilfe des Vereins „Heimstätte Dünne“ entstanden unter seiner Leitung mehr als 300 Häuser, überwiegend in der in Ostafrika üblichen Lehmbauweise; zuerst in Dünne und einigen benachbarten Orten im Ravensberger Land, ab 1930 auch im Bergischen Land (Remscheid, Barmen, Schwelm). 1936 gründete er in Dünne mit Unterstützung des NS-dominierten Evangelischen Oberkirchenrats ein Sammelvikariat, das in Konkurrenz zur Bekennenden Kirche stand. 1937 zog er nach Oberbauerschaft (am Wiehengebirge), in ein Haus, das er schon 1924 selbst gebaut hatte. Im Mai 1939 bezog er ein Haus in Berlin-Friedrichsfelde, um in der Reichshauptstadt für seine Siedlungspläne im Warthegau zu werben. 1942 kehrte er nach Oberbauerschaft zurück. Er starb 1944 an den Folgen einer Blasenoperation im Krankenhaus Gilead in Bethel und wurde zunächst auch in der Gemeinde Gadderbaum bestattet. Im Herbst 1945 wurde er schließlich in ein Familiengrab in Oberbauerschaft umgebettet.
Bodelschwingh verfasste Biografien seines Vaters (zuerst 1922) und des Erfinders Wilhelm Schmidt (Der Ruf eines Einsamen, zuerst 1931). 
In Bünde-Dünne ist die zur Heimstättensiedlung führende Bodelschwinghstraße nach ihm benannt. 2021 wurde im Stadtrat wegen Bodelschwinghs Verbindungen zum Naziregime über eine Umbenennung diskutiert, die aber nicht beschlossen wurde.